# 8 septembre 1979
Le samedi 8 septembre 1979 est le 251e jour de l'année 1979.

## Naissances
- Alessandro Maserati, cycliste italien
- Alessio Sarti, footballeur italien
- Bernd Korzynietz, footballeur allemand
- Eduard Coetzee, joueur de rugby
- Frederik Willems, coureur cycliste belge
- Gaspard Gantzer, haut fonctionnaire et homme politique français
- Grégory Saliba, joueuse de rugby français
- Marian Crișan, réalisateur roumain
- Marina Daloca, joueuse brésilienne de volley-ball
- Péter Lékó, joueur d'échecs hongrois
- Pink, chanteuse américaine
- Simon Danielli, joueur de rugby britannique
- Yuko Yoneda, nageuse synchronisée japonaise

## Décès
- Hilda de Luxembourg (née le 15 février 1897), princesse luxembourgeoise

## Événements
- Fin de l'ouragan David